# Novaja Zemlja-jelenség

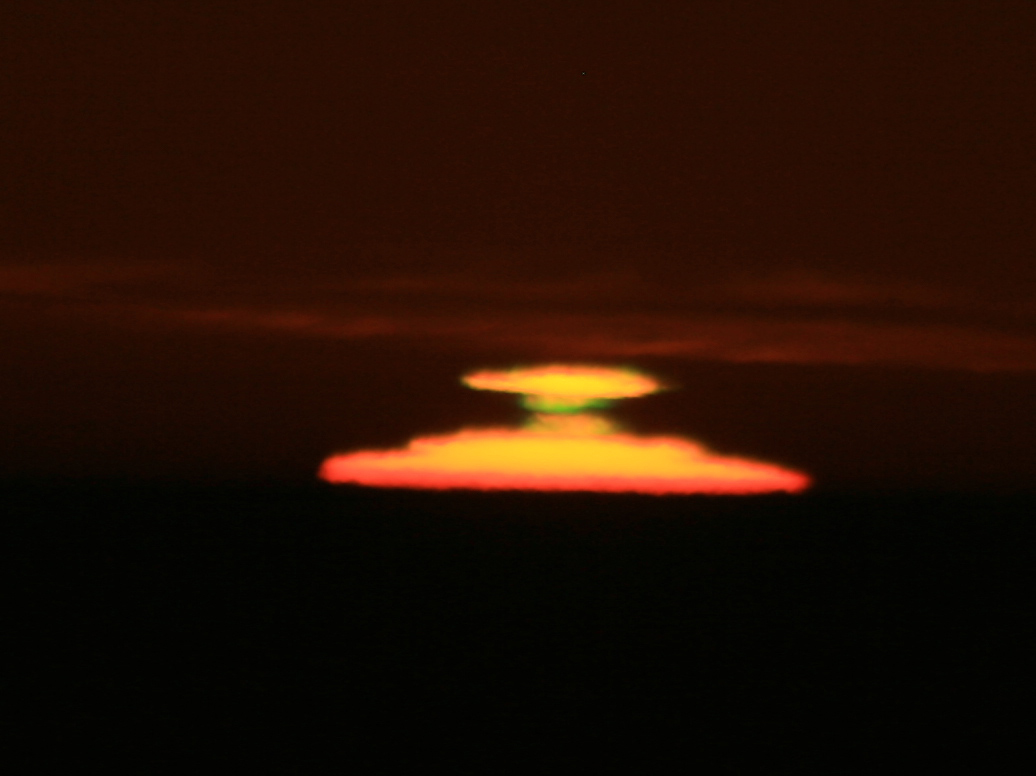
A Novaja Zemlja-jelenség: a refrakció miatt a Nap képe magasabban látszik. A képen megfigyelhető a zöld sugár is

A Novaja Zemlja-jelenség egy sarkvidéki délibáb, amit a légkör eltérő hőmérsékletű rétegei között áthaladó napfény erős törése idéz elő. Ez a jelenség azt a látszatot kelti, hogy a Nap előbb emelkedik a horizont fölé, mint a csillagászati értelemben vett napfelkelte. Az időjárási helyzettől függően az égitest alakja vonalszerű vagy négyzetre emlékeztető lehet, amit lapított óraüveg alakú formák alkotnak. A  Novaja Zemlja-jelenség feltétele, hogy a fénysugarak legalább 400 kilométernyi inverziós légrétegen haladjanak keresztül. Kialakulása továbbá függ az inverziós réteg hőmérséklet-gradiensétől. A napfény legalább 400 kilométeren a Föld görbületének megfelelően kell elhajoljon, hogy a napkorong helyzetében 5 foknyi emelkedés legyen észrevehető.
A jelenséget először Gerrit de Veer jegyezte le, Willem Barents szerencsétlen harmadik sarki expedíciójának tagjaként (1596-1597). A jég fogságába jutott csapat Novaja Zemlja szigetén volt kénytelen átvészelni a telet és a sarki éjszakát. 1597. január 24-én De Veer és a legénység másik tagja megfigyelték, hogy a Nap a horizont fölé bukkan, annak ellenére, hogy a számítások szerint még két hét volt hátra a megjelenéséig. A legénység többi tagja először nem hitt nekik, azonban három nappal később valamennyien látták a Napot. Századokig ezt a jelentést szkepticizmussal fogadták, és csak a 20. században bizonyosodott be, hogy a jelenség valóban létezik.

## Fordítás
- Ez a szócikk részben vagy egészben  a   Novaya Zemlya effect című angol Wikipédia-szócikk ezen változatának fordításán alapul.  Az eredeti cikk szerkesztőit annak laptörténete sorolja fel. Ez a jelzés csupán a megfogalmazás eredetét és a szerzői jogokat jelzi, nem szolgál a cikkben szereplő információk forrásmegjelöléseként.